# Club Deportivo Ramón Castilla
El Club Deportivo Cultural Ramón Castilla es un club de fútbol de la ciudad peruana de San Luis, en el Departamento de Áncash que participa en la Copa Perú.

## Historia
Es el equipo representativo del pueblo y de la provincia en la Copa Perú desde 1980, alcanzando su mejor posición en la edición 2009, donde se alzó campeón de la etapa departamental de Áncash. En esa fase fue campeón de la Zona Ande tras eliminar a Social Anta y logró un cupo a la Etapa Regional. Allí igualó en puntaje (10) en su grupo con Carlos A. Mannucci y jugó un partido extra que se disputó en Chiclayo donde perdió por 4-2. Así, Mannucci pasó a jugar los octavos de final del campeonato siendo eliminado en cuartos.
En 2024 clasificó a la Etapa Departamental de Áncash donde eliminó en primera fase a Líder Andino y en octavos de final a Atlético Bruces en definición por penales. Quedó eliminado del torneo en cuartos de final tras perder con Centro Social de Pariacoto tanto en la ida como en la vuelta.

## Rivalidades
Ramón Castilla mantiene una rivalidad en su ciudad con el club José Olaya dando origen al clásico de la ciudad.

## Palmarés

### Torneos regionales
| Competición regional                           | Títulos                                         | Subcampeonatos |
| ---------------------------------------------- | ----------------------------------------------- | -------------- |
| Liga Departamental de Áncash (1/0)             | 2009.                                           |                |
| Liga Provincial de Carlos F. Fitzcarrald (5/0) | 1999, 2003, 2009, 2015, 2019.                   |                |
| Liga Distrital de San Luis (8/2)               | 2000, 2003, 2005, 2006, 2009, 2011, 2019, 2024. | 2018, 2023.    |